# Sindoscopus
Sindoscopus is een monotypisch geslacht van straalvinnige vissen uit de familie van zandsterrenkijkers (Dactyloscopidae).

## Soort
- Sindoscopus australis (Fowler & Bean, 1923)